# HD 40979
HD 40979は、ぎょしゃ座の方角に約111光年の距離にある連星系である。

## 星系
主星のHD 40979Aは、F型主系列星である。伴星のHD 40979Bは、BD+44 1351として知られた恒星で、HD 40979Aとは192秒も離れているが、固有運動が同じなので連星であることがわかっており、主星からの実距離はおよそ6400AUである。HD 40979Bもまた、およそ129AU離れた伴星HD 40979Cとの連星になっている。HD 40979星系は、HD 40979BとHD 40979Cの連星が、HD 40979Aの周りを公転する三重連星系を形成している。

## 惑星系
2002年、リック天文台及びW・M・ケック天文台での視線速度法による観測から、主星HD 40979Aの周囲を公転する太陽系外惑星発見された。
| 名称 （恒星に近い順） | 質量             | 軌道長半径 （天文単位） | 公転周期 (日) | 軌道離心率    | 軌道傾斜角 | 半径 |
| --------------------- | ---------------- | ----------------------- | ------------- | ------------- | ---------- | ---- |
| b                     | > 4.01 ± 0.13 MJ | 0.846 ± 0.007           | 264.15 ± 0.23 | 0.252 ± 0.014 | —          | —    |